# Abdoulaye Diallo
Abdoulaye Diallo (Reims, 1992. március 30. –) francia születésű szenegáli válogatott labdarúgó.

## Pályafutása

### Klubcsapatokban
Fiatalon az AS Française, az SC Tinqueux, a Reims és a Clairefontaine, valamint a Stade Rennais korosztályos csapataiban nevelkedett. Utóbbiban mutatkozott be a felnőttek között, 2009. november 29-én az Olympique Lyonnais ellen. 2014 és 2015 között kölcsönben szerepelt a szintén francia Le Havre csapatában. 2014. február 3-án az AS Nancy-Lorraine ellen mutatkozott be új klubjában. 2016 nyarán egy szezonra a török Çaykur Rizespor együtteséhez került kölcsönbe. 2019. június 28-án a török Gençlerbirliği játékosa lett. 2020. szeptember 14-én csatlakozott az angol Nottingham Forest klubjához. 2021 nyara és 2022 nyara között nem volt klubja. Ezt követően a francia  Nancy szerződtette, majd egy év után visszavonult.

### A válogatottban
A francia korosztályos válogatott tagjaként részt vett a 2010-es U19-es labdarúgó-Európa-bajnokságon, amelyet megnyertek. 2015. március 28-án mutatkozott be a szenegáli válogatottban a ghánai labdarúgó-válogatott elleni felkészülési mérkőzésen. A felnőtt válogatott tagjaként részt vett a 2017-es afrikai nemzetek kupáján és a 2018-as labdarúgó-világbajnokságon.

## Statisztika

### Válogatott
| Szenegál | Szenegál | Szenegál |
| Év       | Mérk.    | Gólok    |
| -------- | -------- | -------- |
| 2015     | 5        | 0        |
| 2016     | 4        | 0        |
| 2017     | 6        | 0        |
| 2018     | 2        | 0        |
| Összesen | 17       | 0        |

## Sikerei, díjai

### Klub
- Rennes
  - Francia kupa: 2018–19

### Válogatott
- Franciaország U19
  - U-19-es Európa-bajnokság: 2010